# Flughafen Schiras

i7
i11
i13
Der Flughafen Schiras (persisch فرودگاه بین‌المللی شهید دستغیب, Internationaler Flughafen Schahid Dastgheib; englisch Shiraz International Airport, (IATA-Code: SYZ, ICAO-Code: OISS)) befindet sich 11 km südöstlich von Schiras, Iran. Es ist der wichtigste internationale Flughafen der Provinz Fars. In der Region um den Flughafen leben 4.336.878 Menschen (Volkszählung 2006).

## Terminal
Der Flughafen verfügt auf einer Fläche von 500 Hektar über drei Flughafenterminals, für Ankunft und Abflug der internationalen Flüge und zwei für Inlandsflüge.
Nach Renovierungsarbeiten im Jahr 2005 wurde der Flughafen Schiras als zweitzuverlässigster und -modernster Flughafen im Iran nach dem Flughafen Teheran-Imam Chomeini in Bezug auf Flugsicherheit, einschließlich elektronischer Navigationshilfen und Kontrollsysteme eingestuft.

## Flugziele
Neben Inlandsflügen zu den meisten großen iranischen Städten werden täglich auch mehrere Flüge zu den Staaten in der Persischen-Golf-Region, Bahrain, Kuwait, Saudi-Arabien, sowie Ägypten, Sudan, Russland und der Türkei abgefertigt.
| Fluggesellschaft       | Flugziel | Terminal      |
| ---------------------- | --- | ------------- |
| Austrian Airlines      | Flughafen Wien-Schwechat, Flughafen Isfahan | International |
| Iran Air               | Flughafen Teheran-Mehrabad, Flughafen Bandar Abbas, Flughafen Bandar-Lengeh, Flughafen Isfahan, Flughafen Kisch, Flughafen Maschhad, Flughafen Ahvaz, Flughafen Abadan, Flughafen Buschehr, Flughafen Qeschm | National      |
| Air Arabia             | Flughafen Schardscha | International |
| Aria Air               | Flughafen Teheran-Mehrabad | National      |
| Caspian Airlines       | Flughafen Teheran-Mehrabad, Flughafen Maschhad | National      |
| Emirates               | Flughafen Dubai | International |
| Iran Aseman Airlines   | Flughafen Istanbul, Flughafen Istanbul-Sabiha Gökçen, Flughafen Dubai, Flughafen Maskat, Flughafen Kuwait | International |
| Iraqi Airways          | Flughafen Nadschaf, Flughafen Bagdad | International |
| Jazeera Airways        | Flughafen Kuwait | International |
| Kish Air               | Flughafen Kisch, Flughafen Maschhad, Flughafen Assaluyeh, Flughafen Teheran-Mehrabad | National      |
| Mahan Air              | Flughafen Teheran-Mehrabad, Flughafen Maschhad | National      |
| Mahan Air              | Flughafen Kuala Lumpur, Flughafen Bangkok-Suvarnabhumi, Flughafen Nadschaf, Flughafen Bagdad, Flughafen Dschidda, Flughafen Medina                                                                           | International |
| Qatar Airways          | Flughafen Doha | International |
| Taban Air              | Flughafen Maschhad, Flughafen Teheran-Mehrabad | National      |
| Turkish Airlines       | Flughafen Istanbul | International |
| Saha Air               | Flughafen Assaluyeh | National      |
| Saudi Arabian Airlines | Flughafen Dschidda | International |
| Zagros Air             | Flughafen Teheran-Mehrabad, Flughafen Maschhad | National      |

## Luftbasis Schiras

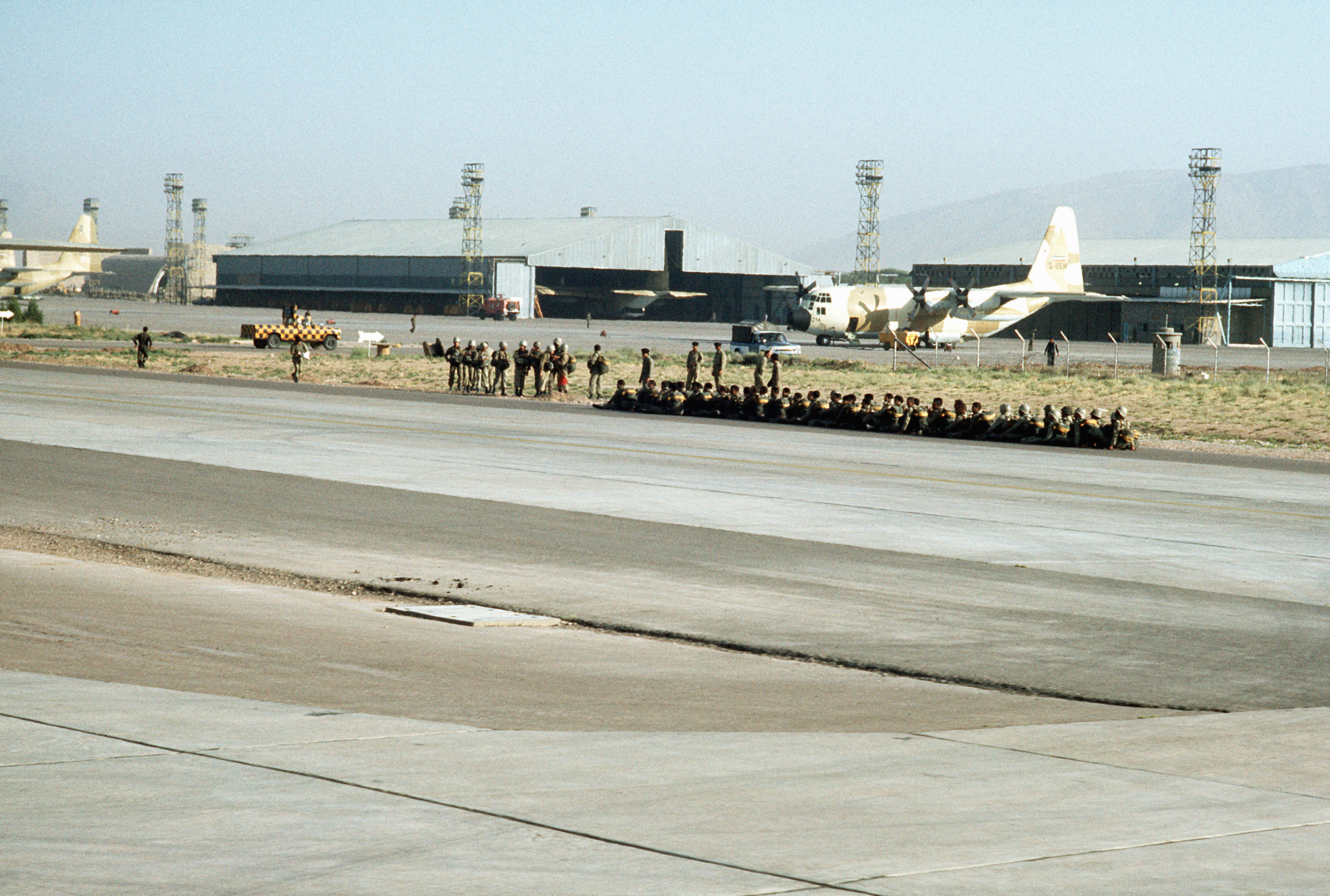
Lockheed C-130 Hercules auf der Luftbasis

Der Flughafen Schiras wird unter der Bezeichnung Luftbasis Tadayon (Tadayon Air Base, kurz: TAB 7) auch von der Iranischen Luftwaffe genutzt. Dort sollen die Taktischen Jagdgeschwader 71., 72. und 83. neben drei Transportstaffeln und einem Hubschraubergeschwader stationiert sein.